# Dájkundí
Provincie Dájkundí (persky ولایت دایکندی‎, paštunsky د دایکندی ولایت‎) je provincie v centrálním Afghánistánu Majoritním etnikem jsou Hazárové. Hlavním městem je Nílí. Provincie vznikla v roce 2004. Do té doby byla provincie součástí provincie Orúzgán.Provincie Dájkundí sousedí na východě s provincií Ghazní, Orúzgánem na jihu, s provincií Ghór na severozápadě, s provincií Hilmand na jihozápadě a provincií Bamiján na severozápadě. V roce 2008 byla jmenována do funkce guvernéra žena, která se tak stala první ženou v takovéto funkci.
Provincie je známá hlavně pěstováním mandlí, které jsou žádané po celém Afghánistánu.